# Nordlandet
Nordlandet  est une  île de la commune de Kristiansund, du comté de Møre og Romsdal, dans la mer de Norvège.

## Description
L'île de 14,3 km2 est situé juste à l'est du centre-ville de Kristiansund et est l'un des arrondissements de la ville. L'île abrite l'aéroport de Kristiansund (Kristiansund lufthavn, Kvernberget), qui porte le nom de la montagne Kvernberget (en) haute de 205 mètres à proximité. C'est la plus grande des îles qui composent la ville de Kristiansund (les autres étant Kirkelandet et Gomalandet, Innlandet et Skorpa.
La route nationale 70 relie l'île à la ville de Kristiansund et au sud au continent. Dans la partie nord-ouest de l'île, le pont de Nordsund (en) la relie à l'île de Kirkelandet, et dans la partie sud-ouest de l'île, le pont d'Omsund la relie à l'île de Frei.

## Galerie

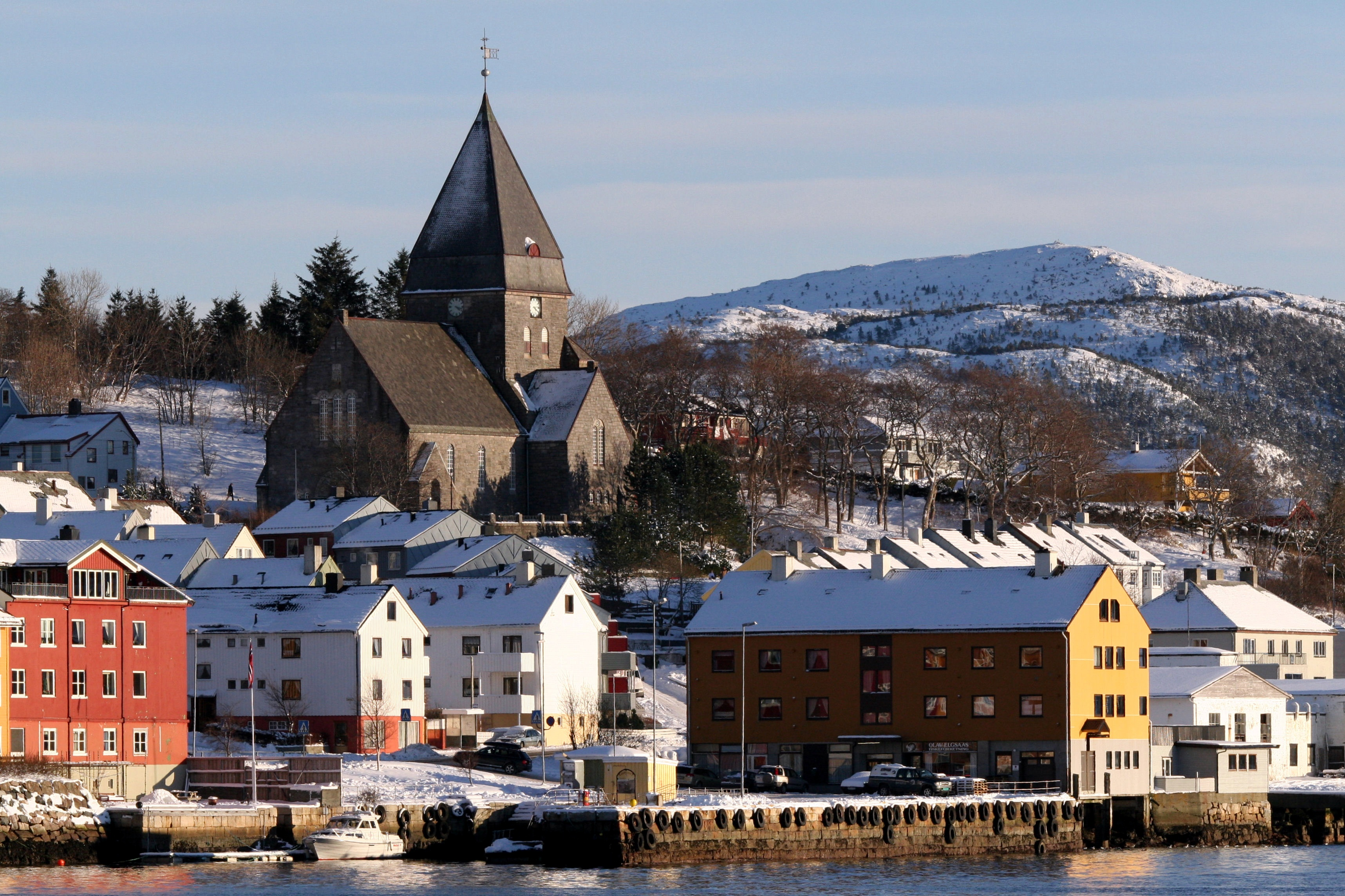
Église de Nordlandet
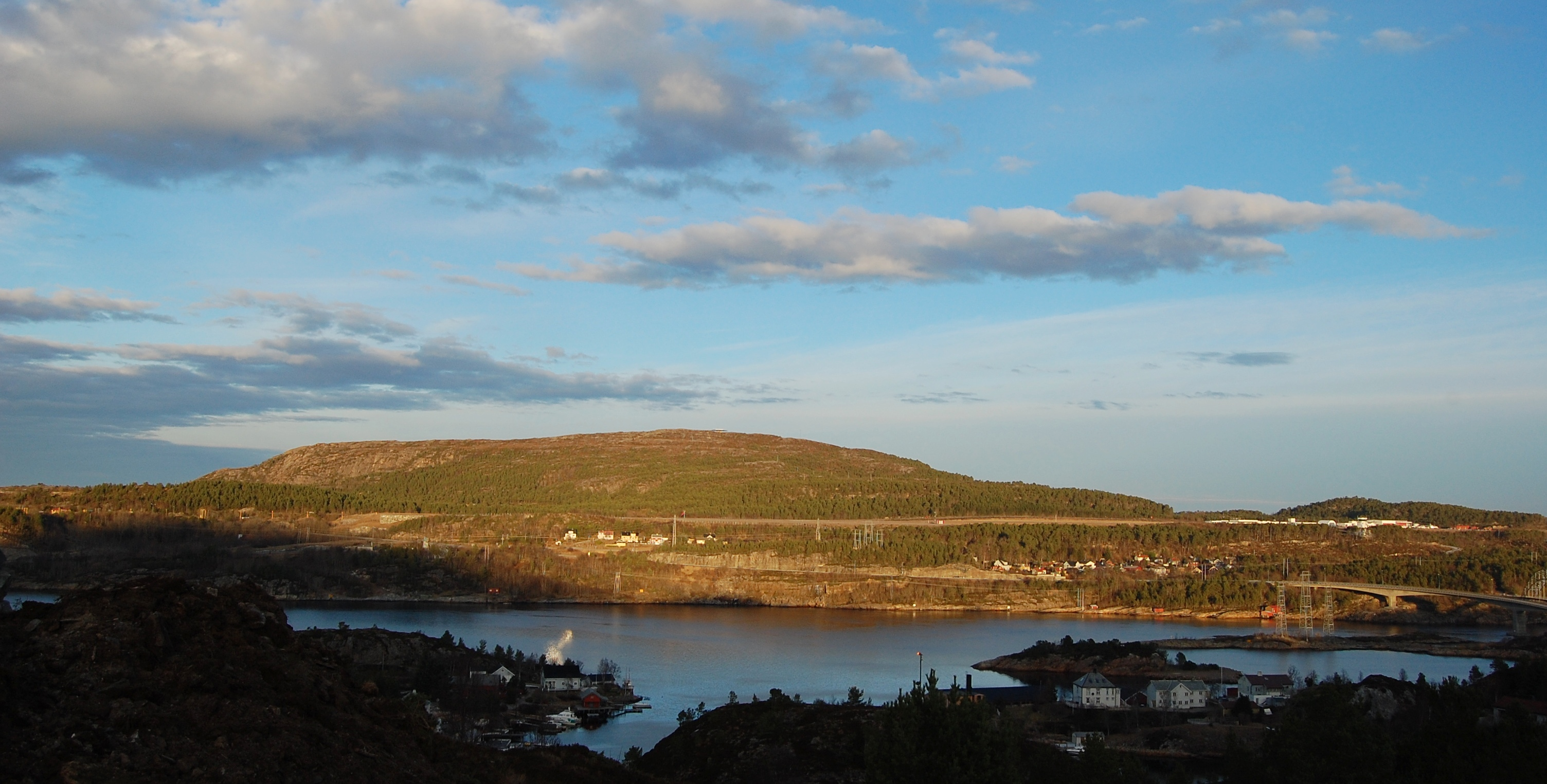
Mont Kvernberget
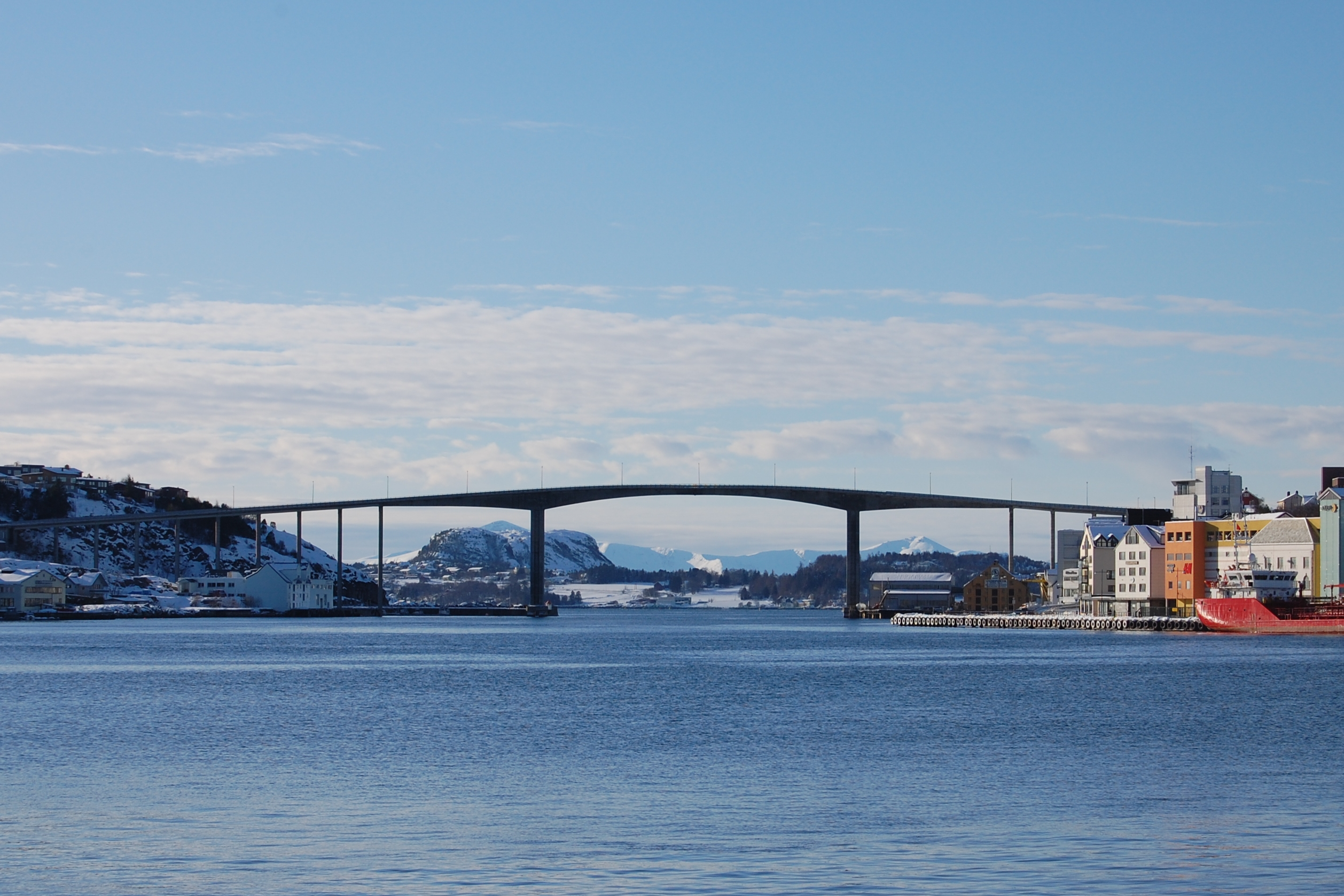
Pont de Sordsund
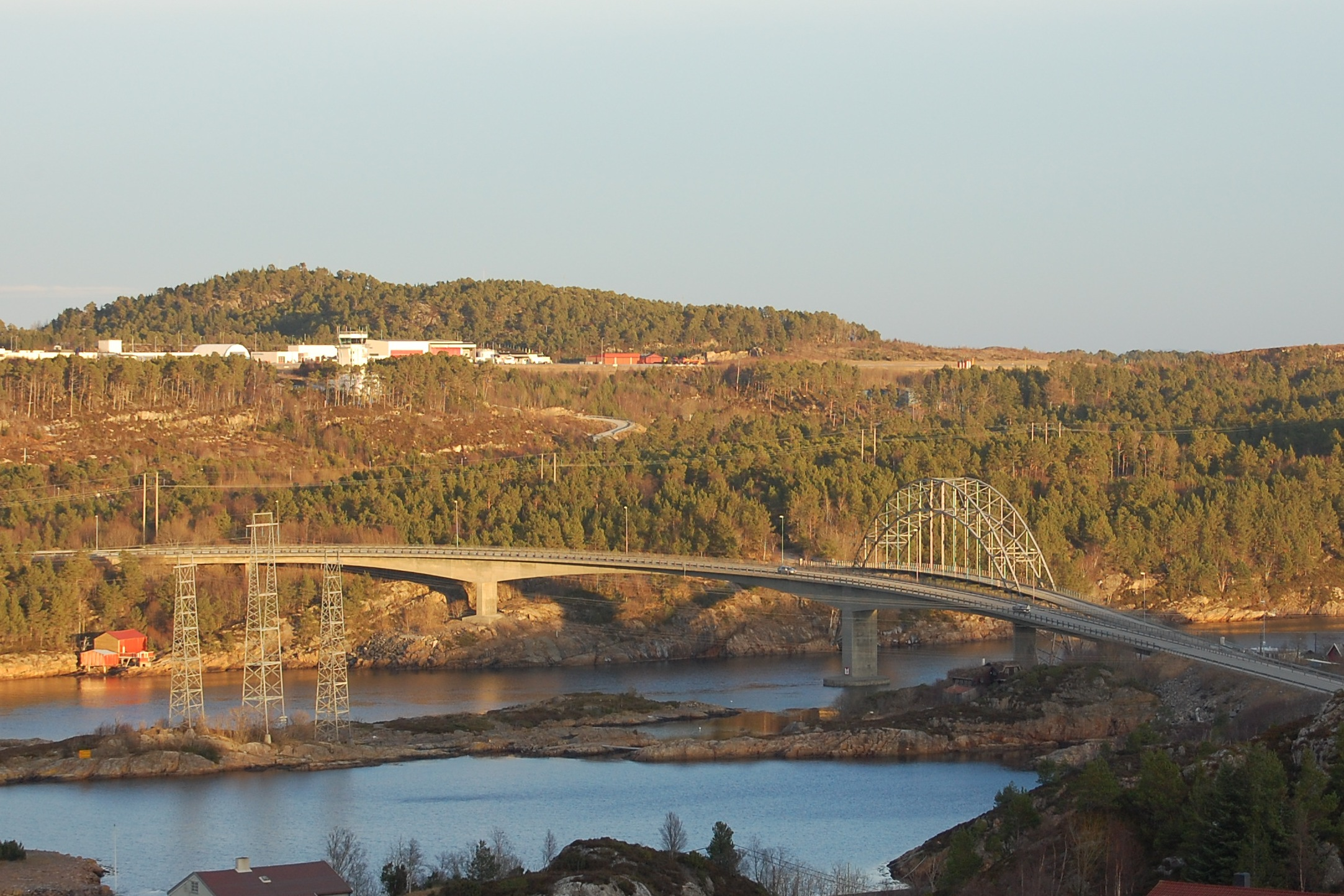
Pont de Omsund